# Vaderlands Front (Bulgarije)

Vlag van de Bulgaarse Vaderlands Front

Het Vaderlands Front (Bulgaars: Отечествен фронт (ОФ), Otečestven front (OF)) was een door de communisten gedomineerde koepelorganisatie waarvan linkse socialisten, Zvenari, agrariërs en sociaaldemocraten deel uitmaakten.
Het eerste Vaderlands Front werd in 1941 opgericht, maar viel spoedig uiteen wegens strubbelingen tussen communisten en niet-communisten. Het tweede Vaderlands Front werd begin 1944 opgericht en werd wel een succes. Partizanen van het Vaderlands Front voerden, met steun van de Bulgaarse bevolking, sabotageacties uit tegen de fascistische pro-Duitse regering in Sofia. In september 1944 verklaarde de Sovjet-Unie de oorlog aan Bulgarije en viel het Rode Leger het land binnen. Op 9 september 1944 pleegde het Vaderlands Front een succesvolle coup en verving zij de regering door een Vaderlands Front-team onder leiding van Kimon Georgiev. Georgiev en de zijnen vlogen direct naar Moskou om een wapenstilstand te ondertekenen.
Hoewel de communisten slechts enkele ministeries leidden in de Vaderlands Front-regering, verkregen ze wel de meest belangrijke ministeries, namelijk die van Justitie en Binnenlandse Zaken. Op die manier konden ze via justitie 'fascisten' (= echte fascisten en anticommunistische tegenstanders) berechten en via Binnenlandse Zaken viel het politiekorps onder hun toezicht. In 1946 vormde de communistische veteraan Georgi Dimitrov een nieuwe Vaderlands Front-regering, ditmaal met communistische overheersing.
In 1947 maakten alleen de BKP (Bulgaarse Communistische Partij), Zveno en een deel van de BANU (Bulgaarse Agrarische Nationale Unie) deel uit van het Vaderlands Front.
In 1948 werd Bulgarije een communistische volksrepubliek en werd het Vaderlands Front omgevormd tot een massa-organisatie. Formeel bleven Zvenu en BANU deel uitmaken van het Front, maar zij bezaten geen machtspositie. In 1990, na de val van de communistische dictatuur, werd het Vaderlands Front omgevormd tot de Patriottische Unie, dat nog altijd (2022) bestaat als onderdeel van het maatschappelijk middenveld. De Patriottische Unie werkt samen met de Bulgaarse Socialistische Partij en onderhoudt contacten met het Al-Russisch Volksfront. De huidige voorzitter is Simeon Simeonov. 

## Verkiezingsresultaten
| Jaar                                 | %      | Zetels    | +/- |
| ------------------------------------ | ------ | --------- | --- |
| 1949                                 | 100%   | 241 / 241 | 241 |
| 1953                                 | 99,98% | 249 / 249 | 8   |
| 1957                                 | 100%   | 247 / 247 | 2   |
| 1962                                 | 100%   | 321 / 321 | 74  |
| 1966                                 | 100%   | 414 / 414 | 93  |
| 1971                                 | 100%   | 400 / 400 | 14  |
| 1976                                 | 100%   | 400 / 400 | 0   |
| 1981                                 | 100%   | 400 / 400 | 0   |
| 1986                                 | 100%   | 400 / 400 | 0   |
| 1990                                 | —      | 2 / 400   | 398 |
| Bron: Nohlen, et al., Uitslag (1990) |        |           |     |